# Высокое (Славский район)
Высокое — посёлок в Славском районе Калининградской области. Входит в состав Большаковского сельского поселения.

## Население
| 2002 | 2010 |
| ---- | ---- |
| 495  | ↘490 |

## История
В 1938 году поселок Попелькен (Popelken) был переименован в Мактхаузен (Markthausen).
21 января 1945 года посёлок был взят воинами 89-й танковой бригады под командованием полковника А. И. Соммера.
В 1946 году Мактхаузен был переименован в поселок Высокое.

## Достопримечательности
Кирха Попелькена в руинах(1780г.). Объект культурного наследия местного (муниципального) значения.
- Руины кирхи
- Декабрь 2024